# Menarini Monocar 110
Il Menarini Monocar 110 è un autobus italiano prodotto dal 1984 al 1989.

## Progetto
Il Monocar 110 viene lanciato intorno alla metà degli anni '80 per competere sul mercato degli autobus interurbani di fascia alta; fino ad allora la Menarini aveva prodotto esclusivamente autobus turistici (Monocar 101) oppure derivazioni da autobus urbani (Menarini 201 LI). La carrozzeria del 110 è il modello C11, la stessa impiegata anche sugli Iveco 370 e Mercedes O303 carrozzati dall'azienda bolognese.

## Tecnica
Prodotto in taglia da 12 metri, il Monocar 110 adotta il motore Fiat 8220.22 da 9572 cm³ erogante 240 CV con 6 cilindri in linea; il cambio è di tipo meccanico a 6 rapporti di tipo ZF oppure lo ZF Ecomat automatico a 5 rapporti più retromarcia.
Si tratta di un autobus adatto ai servizi di linea interurbani di fascia media oppure noleggio di fascia medio-bassa. Esteticamente si caratterizza per i tratti spigolosi, semplici ma raffinati, come da tradizione del costruttore bolognese.
Ecco le caratteristiche di questo modello:
- Lunghezza: 10 e 12 metri
- Allestimento: Interurbano e Superlinea(Semituristico)
- Alimentazione: Gasolio
- Porte: 2 ad espulsione

## Diffusione
Il Monocar 110 ha riscosso un discreto successo, sebbene offuscato dal concorrente Iveco 370; un discreto quantitativo ha prestato servizio presso FAL Matera e la COTRAL di Roma.